# Estatua del Jefe Seattle
La estatua del Jefe Seattle es una escultura de tamaño natural al aire libre del Jefe Seattle del artista local James Wehn está instalada en Tilikum Place en Seattle, Washington, en los Estados Unidos.

## Descripción
La estatua de cobre, que pesa entre 136 y 181 kg, muestra a Seattle con su mano derecha extendida como si estuviera saludando. La estatua se encuentra sobre una base de piedra que fue diseñada para servir como fuente, aunque la fuente se ha apagado y encendido a lo largo de los años.

## Historia

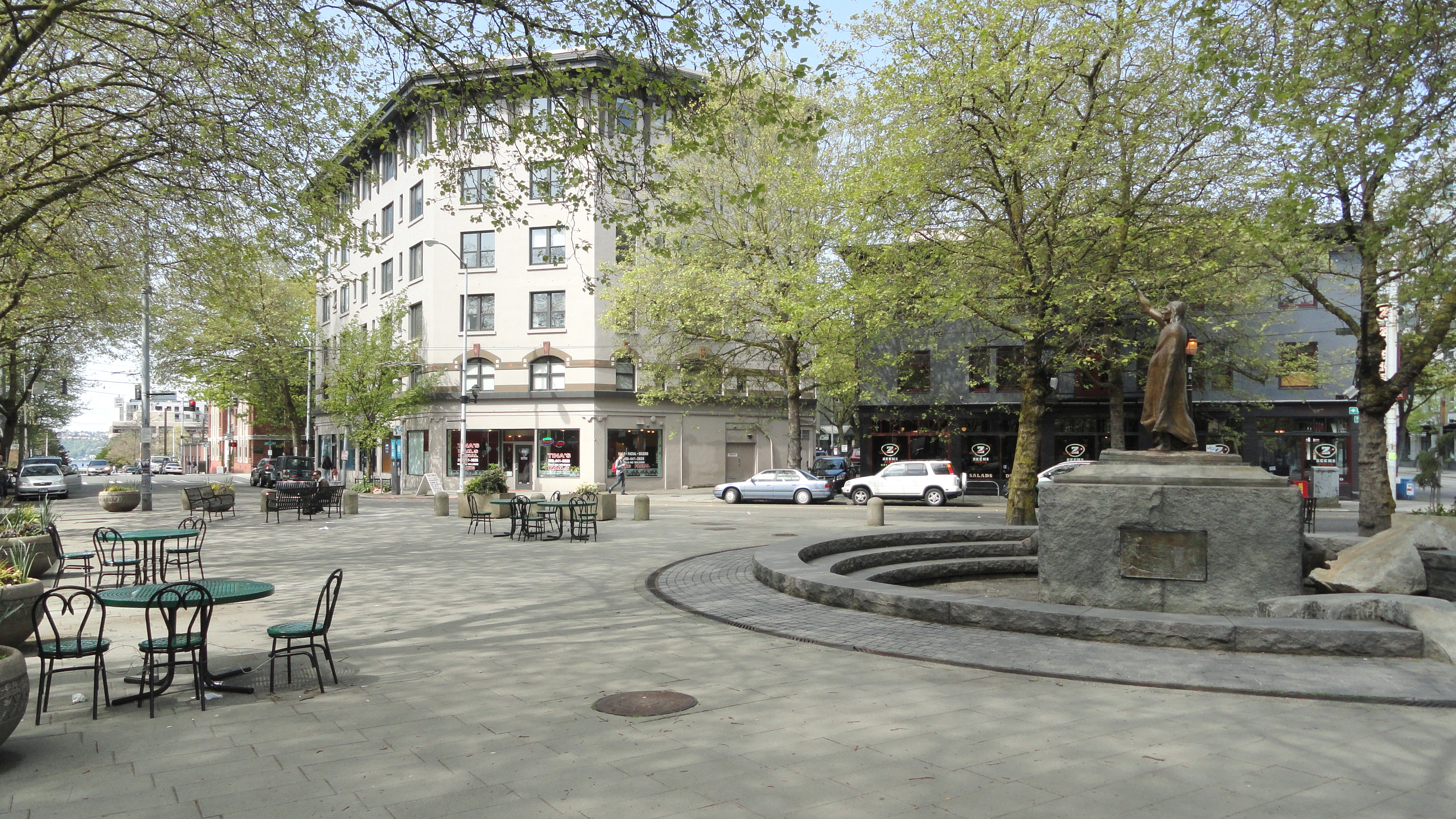
La estatua que domina la plaza Tilikum en 2012

Encargado en 1907, el diseño de Wehn sufrió de múltiples fundiciones deficientes y finalmente fue enviado a Nueva York para su fundición. La estatua fue inaugurada formalmente en Tilikum Place por Myrtle Loughery, tataranieta del Jefe Seattle, el 13 de noviembre de 1912. La estatua fue la primera encargada en Seattle y solo la segunda obra de arte público de la ciudad en total.
Después de propuestas fallidas para trasladar la estatua a lugares como Duwamish Head, Denny Park y Pioneer Square, la estatua se retiró para limpiarla antes de la Exposición Century 21 de 1962. Wehn se opuso a la propuesta de dar la vuelta a la estatua para que quedara frente al entonces nuevo monorraíl del centro de Seattle. Después de su limpieza, la estatua fue devuelta a su ubicación y orientación originales, frente a la bahía de Elliott.
La estatua se volvió a dedicar el 8 de diciembre de 1975. Para 1980, la estatua se había vuelto verde. Un taxista local intentó limpiarlo él mismo, rayándolo y dejando al descubierto su color bronce original. Una restauración posterior reveló que la estatua originalmente había sido dorada (cubierta con pan de oro). Se agregó al Registro Nacional de Lugares Históricos el 19 de abril de 1984 y se nombró un hito de la ciudad el 6 de mayo de 1985.